# Neverojatnyj Iegudiil Chlamida
Neverojatnyj Iegudiil Chlamida (Невероятный Иегудиил Хламида) è un film del 1969 diretto da Nikolaj Ivanovič Lebedev.